# جلال رفیع
جلال رفیع (متولد ۱۳۳۳) نویسنده، طنزپرداز و روزنامه‌نگار ایرانی است. وی برادر رضا رفیع (رضا رفیعی زاده) محمد جواد رفیعی زاده‌است.

## زندگی
جلال رفیع در سال ۱۳۳۳ در تربت حیدریه متولد شد. در سال ۵۲ وارد دانشگاه تهران شده و رشته حقوق خواند و وکیل پایه یک دادگستری شد؛ ولی دنبال کار وکالت نرفت. سال ۵۸ وارد روزنامه کیهان شد و مدتی عضو شورای سردبیری آن بود. سال ۵۹ تا حوالی سال ۶۶ و ۶۷ عضو شورای سردبیری روزنامه اطلاعات هم بود. جلال رفیع جدا از کار روزنامه‌نگاری، از سال ۶۵ چندسالی عضو شورای فرهنگ عمومی زیرمجموعه شورای انقلاب فرهنگی هم بود. در سال ۷۰ و ۷۱ هم عضو هیئت منصفه دادگاه مطبوعات شد. بعد از آن با چند نفر دیگر از دادگاه استعفا دادند. وی زمانی نیز عضو هیئت مؤسس انجمن موسیقی ایران هم بود. او عضو هیئت داوران جشنواره فیلم فجر در سال ۶۴ بود که برای اولین بار به جای یک فیلم، چهار فیلم برگزیده، انتخاب شد. بعد از آن در نیمه دوم سال ۶۷ تا اویل ۶۸ ستون طنزی با عنوان با اجازه و با امضای آقا جمال در روزنامه کیهان راه انداخت. سال ۷۶ وقتی صد روز از ریاست جمهوری خاتمی گذشته بود، جلال رفیع با او مصاحبه تلویزیونی کرد و آن مصاحبه هم جنجالی به پا کرد. در آن تاریخ هنوز مشاور فرهنگی و رسانه‌ای خاتمی نشده بود.

## آثار
- فضیلت‌های فراموش شده: شرح حال حاج آخوند ملا عباس تربتی عارف فرزانه عالم وارسته و شخصیت کم‌نظیر تاریخ معاصر، حسینعلی راشد، جلال رفیع (مقدمه)، تهران: اطلاعات
- یادداشتها و رهاوردهای سفر نیویورک… در بهشت شداد! آمریکای متمدن، آمریکای متوحش، جلال رفیع، تهران: اطلاعات
- دریچه: مجموعه نثر ادبی، جلال رفیع، تهران: توسعه کتاب ایران
- از دانشگاه تهران تا شکنجه گاه ساواک: روایت مبارزات دانشجویی و حکایت کمیته مشترک ضد خرابکاری، جلال رفیع، رضا رفیع (ویراستار)، تهران: موزه عبرت ایران
- فرهنگ مهاجم، فرهنگ مولد: در باب فرهنگ و متعلقات آن، جلال رفیع، تهران: اطلاعات